# Bracia szkolni

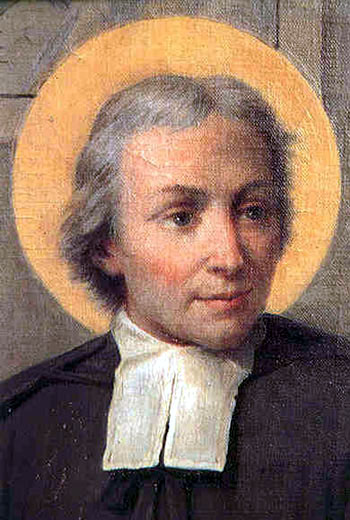
Prawdopodobnie najsłynniejszy portret św. Jana Chrzciciela de La Salle

Bracia szkolni (właściwie Zgromadzenie Braci Szkół Chrześcijańskich, lasalianie, FSC) – zgromadzenie zakonne założone przez francuskiego kapłana św. Jana Chrzciciela de la Salle (stąd nazwa lasalianie). Jest to instytut na prawie papieskim, który tworzą zakonnicy bez święceń kapłańskich. Celem zgromadzenia jest wychowanie młodzieży w duchu chrześcijańskim w ramach powołania przez Kościół katolicki. Bracia zajmują się służbą wychowawczą młodzieży ubogiej i tzw. trudnej.
Przyczynili się do rozwoju szkolnictwa we Francji – zakładali szkoły elementarne, zawodowe i niedzielne szkoły dla robotników. Z inicjatywy lasalian powstawały pierwsze seminaria nauczycielskie. Obecnie prowadzą działalność edukacyjną na wszystkich szczeblach w 82 krajach świata. Działają też jako nauczyciele-misjonarze. Główna siedziba Zgromadzenia znajduje się w Rzymie.

## Historia wspólnoty na świecie
W marcu 1679 roku Jean-Baptiste de La Salle (od którego wzięła się nieoficjalna angielska nazwa zakonu "De La Salle Brothers") przypadkiem spotkał Adriana Nyela w klasztorze Sióstr Dzieciątka Jezus. Nyel poprosił La Salle o pomoc w otwarciu bezpłatnych szkół dla biednych chłopców w Reims. W 1694 r. powstał w Paryżu nowicjat i szkoła. La Salle spędził życie ucząc biedne dzieci w parafialnych szkołach charytatywnych. Szkoła kwitła i poszerzała zakres. W 1725 r., sześć lat po śmierci La Salle, stowarzyszenie zostało uznane przez papieża pod oficjalnym tytułem „Bracia Szkół Chrześcijańskich”. La Salle został kanonizowany jako święty 15 maja 1900 r. W 1950 r. Papież Pius XII ogłosił go „specjalnym patronem wszystkich nauczycieli młodzieży w Kościele katolickim”.
Zakon, zatwierdzony przez papieża Benedykta XIII w 1725 r., szybko rozprzestrzenił się we Francji. Został rozwiązany dekretem Zgromadzenia Narodowego utworzonego po rewolucji francuskiej w lutym 1790 r., który został odwołany przez Napoleona I w 1804 r. Zakon został formalnie uznany przez rząd francuski w 1808 r. Od tego czasu jego członkowie przeniknęli do prawie wszystkich krajów Europy, Afryki , Ameryce, Azji i Australii.
W 1860 r. biskup Rangunu Paul Bigandet sprowadził z Kalkuty do Birmy trzech lasalian, którzy następnie stworzyli w tym kraju sieć dziesięciu szkół misjonarskich. Pierwsza z nich powstała w Mulmejn. Najbardziej znana z tych szkół, Szkoła Średnia pod wezwaniem św. Pawła w Rangunie, kształciła dzieci miejscowych Anglików oraz bogatych kupców ciesząc się wysokim prestiżem. Na terenie tej szkoły utworzono w 1922 r. pierwsze w Birmie szkolne laboratorium.

## Historia wspólnoty w Polsce

### Próby sprowadzenia wspólnoty w XIX wieku
Pierwszą z prób była prośba o. Grzegorza Kulaka, jezuity, przedstawiona w imieniu arcybiskupa lwowskiego Franciszka Piszteka, radzie generalnej w Rzymie w 1843. Metropolita lwowski proponował wysłanie jednego księdza i jednego młodzieńca, który odbyłby nowicjat w Paryżu i powróciłby do Polski, gdzie przeszczepiłby zgromadzenie. Rada generalna nie wyraziła jednak na to zgody, gdyż nie gwarantowało to zasady wspólnotowości życia.
W 1858 książę Aleksander Lubomirski w imieniu hrabiny Józefiny Fredro do rady generalnej napisał list, który zawierał dwa warianty:
- Przygotowanie we Francji przez braci jednego świeckiego nauczyciela, który po powrocie do Polski prowadziłby szkołę.
- Wysłanie do Paryża grupy młodzieńców, którzy, otrzymawszy odpowiednią formację, wróciliby do Polski celem założenia szkoły.

Z nieznanych powodów żaden z tych wariantów nie został przyjęty. Następna propozycja wypłynęła w 1895 r. od biskupa krakowskiego kard. Jana Puzyny. Zaproponował on aby bracia założyli w Krakowie szkołę i nowicjat. Propozycja ta upadła z obawy, że rząd austriacki nie wyrazi na nią zgody. Wreszcie w 1898 r. doszło do nawiązania korespondencji pomiędzy ks. Zygmuntem Gorazdowskim a przełożonym prowincji wiedeńskiej, br. Cosmusem Knauffem, w wyniku której w 1903 r. sprowadzono braci szkolnych do Lwowa. Tam prowadzili założoną przez Gorazdowskiego polsko-niemiecką szkołę katolicką pod wezwaniem św. Józefa.

### Początki działalności
We Lwowie bracia prowadzili szkołę powszechną do 1939 r. oraz internat dla uczniów seminarium nauczycielskiego w latach 1903–1906 i internat dla młodzieży gimnazjalnej od 1937 do 1939 r. Bracia podejmowali tu również próby zorganizowania nowicjatu, ale spełzły one na niczym. Dlatego też w 1921 r. zakupiono dom w Częstochowie przy ul. Humbertowskiej 71 (późniejsza Pułaskiego), gdzie za pozwoleniem biskupa włocławskiego, Stanisława Zdzitowieckiego, otwarto w 1922 r. nowicjat, który jednak został zamknięty w 1937 r. z powodu niewłaściwego prowadzenia. Źródła milczą, jakie postawiono zarzuty. Na miejsce nowicjatu powołano do życia tzw. juwenat misyjny, który miał na celu rekrutację kandydatów w Polsce i wysyłanie ich za granicę w celu należytej formacji religijno-intelektualnej, by podjęli oni pracę na terenach misyjnych.
W 1933 r. z inicjatywy Stowarzyszenia Dobroczynności dla Chrześcijan, któremu patronował ks. prałat Bolesław Wróblewski, zaproponowano braciom przejęcie internatu w Częstochowie przy ul. Dąbrowskiego 47. Internat był przeznaczony dla chłopców uczęszczających do szkół na terenie miasta. Trudne warunki materialne spowodowały likwidację internatu już w 1936 r.
Wówczas bracia przyjęli propozycję prowadzenia szkoły zawodowej oraz dokształcającej od Stowarzyszenia byłych Wychowanków z Liskowa. Pełnili tam także funkcję wychowawców w sierocińcu i internacie. Propozycja ta została im przedstawiona przez ks. Wacława Blizińskiego. Owocna praca braci w Liskowie trwała do wybuchu drugiej wojny światowej.
Po likwidacji nowicjatu w Częstochowie w 1937 r., otwarto tam w roku następnym szkołę powszechną z internatem. Zakład ten z przerwami działał do 1948 r., po zamknięciu szkoły w okresie okupacji, bracia wystarali się u władz okupacyjnych o pozwolenie na nauczanie indywidualne, które przekształciło się w tajne. Przewidując utratę domu przy ul. Pułaskiego 71, zakonnicy zwrócili się z prośbą do burmistrza Stanisława Rybickiego, by przydzielił im cztery pokoje przy ul. Sułkowskiego 9. Przewidywania się spełniły i w kwietniu 1942 r. zabrano braciom dom na potrzeby armii niemieckiej. Bracia przenieśli się do pokoi przyznanych przez burmistrza, gdzie mieszkali razem z 12 wychowankami do czasu, kiedy przystąpili do organizacji Domu Dziecka. Inicjatywa powołania tego typu placówki wyszła z Polskiego Komitetu Opiekuńczego (PKOp), który wystąpił z prośbą do braci, aby otworzyli Dom Dziecka dla dzieci, których ojcowie zaginęli w czasie wojny. Dom Dziecka otwarto w 1941 r. i był on prowadzony do momentu upaństwowienia tegoż zakładu w 1949 r. W tym czasie bracia otoczyli opieką od 40 do 60 chłopców. Po zakończeniu wojny część chłopców z Domu Dziecka w Częstochowie została przeniesiona do Dusznik-Zdroju z inicjatywy Państwowego Urzędu Repatriacyjnego (PUR) w Katowicach. W tym uzdrowiskowym miasteczku dolnośląskim braciom powierzono organizację domu dziecka i szkoły powszechnej, które to placówki istniały do 1949 r.

### Okres PRL-u
Po wojnie bracia odzyskali budynek w Częstochowie przy ul. Pułaskiego 71 i wznowili działalność Szkoły Powszechnej, zlikwidowanej w 1940 r. Otwarto tam również Gimnazjum męskie, które już działało w okresie okupacji od 1944 r. na tajnych kompletach, wykorzystując w tym celu pomieszczenia Domu Dziecka, prowadzonego przez braci. Obydwie placówki oświatowe istniały do 1948 r., kiedy to pozbawiono braci wszystkich instytucji szkolno-wychowawczych, które dotychczas prowadzili. W rezultacie stracili oni możliwość zarobkowania i utrzymania się. Wszyscy bracia zgromadzili się w jednym domu, jaki im pozostał na terenie Polski, tj. w Częstochowie przy ul. Pułaskiego 71. Po likwidacji szkół i innych placówek wychowawczych w 1949 r. powstało pytanie, co dalej? Bracia stopniowo szukali nowego terenu działalności pedagogicznej. Zaangażowali się jako nauczyciele i wychowawcy w Niższym Seminarium Duchownym w Częstochowie (1951) i w Lublinie (1952). Korzystali ze sposobności, by zdobywać jeszcze wyższe kwalifikacje dla przyszłej misji. Niektórzy załamywali się, nie widząc szansy rozwoju małej wspólnoty zakonnej, liczącej mniej niż 10 braci.
W 1952 r. władze państwowe zajęły część domu w Częstochowie przy ul. Pułaskiego 71, gdzie urządzono hotel robotniczy, pozostawiając braciom tylko kaplicę i strych. Wtedy też, mimo ciasnoty lokalowej i niedostosowania się części mieszkańców do atmosfery zakonnej, biskup łódzki Michał Klepacz, ówczesny przewodniczący Episkopatu Polski, pozwolił na otwarcie nowicjatu w warunkach wyjątkowych, bo nie odpowiadających wymogom prawa kanonicznego co do odosobnienia i pomieszczeń. Podobny los spotkał wspólnotę braci z Lublina, gdzie władze doprowadziły do zamknięcia liceum biskupiego i internatu. W odpowiedzi duchowieństwo lubelskie zaproponowało braciom nauczanie religii w salach katechetycznych.
Czterdzieści lat po ponownym otwarciu nowicjatu, został przełamany impas powołaniowy. Liczba braci wzrosła, co pozwoliło na podejmowanie nowych zadań dla dzieci i młodzieży szkolnej. W 1970 r. bracia szkolni zaangażowali się jako wychowawcy i nauczyciele w Zakładzie dla Niewidomych w Laskach k. Warszawy. W trzy lata później na zaproszenie ks. Wojciecha Wołosa bracia przybyli do Gdańska, by następnie przenieść się do Sopotu i pracować jako katecheci. W 1975 r. od Paulinów bracia otrzymali budynek przy ul. Lisinieckiej 38 w Częstochowie, dziś ul. Stefana kard. Wyszyńskiego i otworzyli zakład dla chłopców z umiarkowanym upośledzeniem umysłowym. W tym samym roku przejęli po siostrach szkolnych de Notre-Dame zakład dla chłopców upośledzonych w Zawadzkiem na Opolszczyźnie. Zaangażowanie się w tę formę pracy było spowodowane propozycjami, wysuwanymi pod adresem braci, jak i tym, że praca katechetyczna nie pozwalała im na utrzymanie. Ten nowy kierunek w historii polskiej prowincji był świadomie wybrany przez ówczesnego prowincjała br. Franciszka Taranka. W 1982 r. wizytatorem polskiej prowincji został br. Tadeusz Gorla. Kontynuował on politykę zakonną poprzedników i nadal organizował nowe wspólnoty katechetyczne: w Łodzi (1981), Ksawerów-Pabianice (1983), Gowarczów (1984), Sosnowiec (1986), Jaworzno (1987), Stalowa Wola (1987) Piotrków Trybunalski (1988), Warszawa ul. Deotymy 41 (1988), Warszawa ul. Łagowska (1990) i dwie wspólnoty oparte na pracy opiekuńczo-wychowawczej z dziećmi upośledzonymi umysłowo w Uszycach (1983), w Przytocku (1989). Tak duży i liczebny przyrost wspólnot był możliwy tylko dlatego, że za tego prowincjała liczba braci znacznie się zwiększyła. Tak duży przyrost kandydatów pozwolił braciom myśleć o pomocy misjom. Po wizycie w Polsce br. superiora Jose Pablo Basterrechea w 1982 r., zamiary spełniły się i kilku braci wyjechało najpierw do Francji na kursy przygotowawcze, aby potem pracować w Kamerunie. W 1991 r. bracia polscy przyjęli ofertę współpracy z braćmi słowackimi, doprowadzając do utworzenia Szkoły Podstawowej w Bratysławie.

### Czasy współczesne
W 1990 r. pojawiły się pierwsze oferty pracy katechetycznej na terenach byłego Związku Socjalistycznych Republik Radzieckich. Pierwszą tego typu ofertą była prośba ks. proboszcza z parafii św. Jozafata w Teolinie na Białorusi. Została odrzucona z powodu złych warunków mieszkalnych. Dopiero druga propozycja została przyjęta przez ówczesnego prowincjała br. Mariana Szamreja. Wypłynęła ona od polskich kapucynów pracujących w Winnicy, którzy potrzebowali katechetów, gdyż w tej dziedzinie zapotrzebowanie było wielkie. Kapucyni tę propozycję wysunęli braciom, znając ich dobrą pracę w Stalowej Woli. Początki kryzysu, jakie dotknęły polską prowincję, zaczęły się przejawiać w braku powołań, dlatego chcąc wysłać braci na wschód, należało zamknąć którąś z już istniejącą placówek. Pogłębiający się kryzys powołaniowy zmusił braci w 1994 r. do przekazania tej placówki braciom z prowincji austriackiej. Ten sam kryzys doprowadził do likwidacji w 1992 r. placówki w Jaworznie, gdyż bracia posiadali duże dwa domy w Piotrkowie Trybunalskim, nie w pełni wykorzystane z powodu braku kadry, dlatego zdecydowano się na zamknięcie placówki formacyjnej dla postulantów w Jaworznie i założenie jej w Piotrkowie Trybunalskim, tam też zorganizowano dom formacyjny. Podobne przyczyny doprowadziły do zamknięcia placówek w Gowarczowie i Warszawie przy ul. Łagowskiej. W 1992 r. po 43 latach bracia powrócili do prowadzenia Szkoły Podstawowej, którą zorganizowano w Gdańsku. Pragnąc posiadać pieniądze na to nowe dzieło, bracia w roku 1993 sprzedali dom w Sopocie. Brak pieniędzy był również powodem likwidacji placówki w Sosnowcu w 1993 r. Widząc narastający brak powołań, jak i odejścia braci, br. prowincjał Marian Szamrej, za namową przełożonego generalnego, przystąpił w 1992 r., do organizowania domu formacyjnego dla nowicjuszy w Kopcu niedaleko Częstochowy. Był to pierwszy dom poświęcony wyłącznie potrzebom formacyjnym.
W 1994 r. prowincjałem został br. Michał Andrejko, który musiał się uporać z problemem braku powołań, oraz z nowo powstałym problemem, jakim stały się masowe wystąpienia braci ze zgromadzenia, w tym bardzo wielu po ślubach wieczystych. Wymusiło to na prowincjale 1995 r. zamknięcie kolejnej placówki, tym razem w Łodzi, bowiem wymagała ona remontu, a bracia nie posiadali odpowiednich środków finansowych.

### Status prawny
Pierwsza rejestracja zgromadzenia została dokonana przez Ministerstwo WR i OP w 1923 r., kolejna 5 sierpnia 1949 r. przez Ministerstwo Administracji Publicznej. Synowie św. Jana de La Salle od momentu przybycia na ziemie polskie nie posiadali własnej struktury organizacyjnej. Do 1937 r. podlegali pod prowincję austriacko-węgierską, następnie do 1964 r. pod prowincję czechosłowacką obejmującej Polskę i Czechosłowację. W tym czasie funkcję przełożonego prowincji czechosłowackiej, pełnił brat Alfons Słaboszewski. Pierwszym prowincjałem polskiej prowincji został brat Stanisław Rybicki. Dokument stwierdzający ten stan rzeczy został wydany dopiero po latach, przez brata superiora Johna Johnstona w dniu 21 sierpnia 1988 r. Stwierdza się w nim, iż „istniejące w Polsce domy tego Zgromadzenia otrzymały 24 marca 1964 r. status wyodrębnienia terytorialnego po odłączeniu się od prowincji czechosłowackiej”.

## Chronologia powstawania poszczególnych placówek w Polsce
| Lp. | Miejsce              | Lata istnienia | Typ działalności                                                                                                |
| --- | -------------------- | -------------- | --- |
| 1   | Lwów                 | 1903–1939      | szkoła powszechna i internat                                                                                    |
| 2   | Częstochowa          | 1921–?         | szkoła powszechna, gimnazjum, internat, formacja kandydatów i kuria prowincjalna, szkoła podstawowa i gimnazjum |
| 3   | Lisków               | 1936–1939      | szkoła zawodowa i dokształcająca, internat i sierociniec                                                        |
| 4   | Częstochowa          | 1942–1949      | dom dziecka |
| 5   | Duszniki-Zdrój       | 1945–1949      | dom dziecka i szkoła powszechna                                                                                 |
| 6   | Lublin               | 1952–?         | internat i katecheza                                                                                            |
| 7   | Laski Warszawskie    | 1970–?         | zakład dla niewidomych i katecheza                                                                              |
| 8   | Sopot                | 1973–1993      | katecheza |
| 9   | Częstochowa          | 1975           | zakład opiekuńczo-wychowawczy                                                                                   |
| 10  | Zawadzkie            | 1975           | zakład opiekuńczo-wychowawczy                                                                                   |
| 11  | Łódź                 | 1981–1995      | katecheza |
| 12  | Myszków              | 1982–?         | katecheza |
| 13  | Pabianice            | 1983–?         | katecheza |
| 14  | Uszyce               | 1983           | zakład opiekuńczo-wychowawczy                                                                                   |
| 15  | Gowarczów            | 1984–1994      | katecheza i pomoc parafialna                                                                                    |
| 16  | Sosnowiec            | 1986–1994      | katecheza i ośrodek młodzieżowy                                                                                 |
| 17  | Jaworzno             | 1987–1992      | ośrodek formacyjny, katecheza i pomoc parafialna                                                                |
| 18  | Stalowa Wola         | 1987–1991      | katecheza |
| 19  | Piotrków Trybunalski | 1988           | Ośrodek formacyjny i katecheza. Kaplica Braci Szkolnych                                                         |
| 20  | Warszawa             | 1988–?         | katecheza |
| 21  | Przytocko            | 1989–?         | zakład opiekuńczo-wychowawczy                                                                                   |
| 22  | Warszawa             | 1990–1993      | katecheza |
| 23  | Kopiec               | 1992–?         | ośrodek formacyjny                                                                                              |
| 24  | Gdańsk               | 1992–?         | szkoła podstawowa, gimnazjum                                                                                    |

Obecnie główny ośrodek braci szkolnych w Polsce mieści się w Częstochowie.

## Święci lasalianie
- Jan Chrzciciel de la Salle
- Bénilde Romançon
- Jakub Hilary Barbal Cosan
- Cyryl Bertram i siedmiu towarzyszy
- Męczennicy z Almerii
- Michał (Miguel) Febres Cordero
- Mucjusz María Wiaux
- Salomon Leclerc
- Beniamin Julian